# Лорета у Празі
50°05′22″ пн. ш. 14°23′31″ сх. д. / 50.089444444444° пн. ш. 14.391944444444° сх. д.

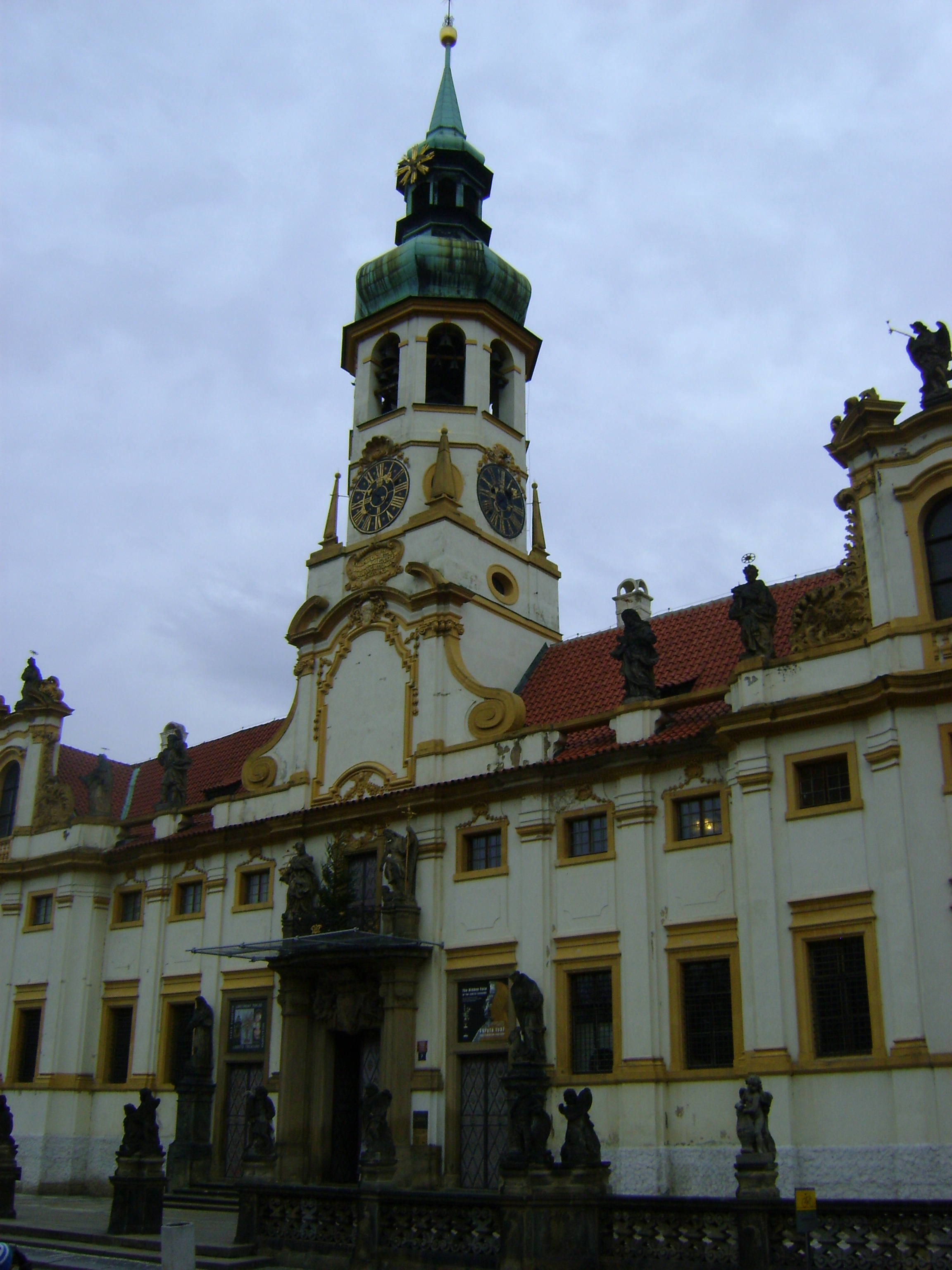
Празька Лорета.

Празька Лорета, або просто Лорета (чеськ. Pražská Loreta) — римо-католицький комплекс у Празі, центром якого є костел Різдва Господнього (чеськ. Kostel Narození Páně) і Лоретанська хата Діви Марії. Комплекс розташовується на східному боці Лоретанської площі, у празькому історичному районі Градчани.

## Походження назви
Названа на честь італійського міста Лорето, куди за легендою, у ХІІІ ст., небесними силами була перенесена з Палестини хата Діви Марії, для порятунку її від сарацинів. Подібні комплекси, що мали назву «лоретанських», з відтворенням цієї хати, виникають згодом у різних містах католицької Європи. У XVII ст. Лоретанський комплекс виник і в Празі.

## Головні святині
Крім Лоретанської хати, увагу паломників привертає статуя розіп'ятої святої Старости. Згідно з церковним оповіданням, ця святая благала Бога позбавити її від шлюбу з язичницьким королем, внаслідок цього в неї на обличчі виросла борода, і вона таким чином зберегла своє дівоцтво.
У наш час Лоретанський комплекс є музеєм, в якому зберігають багато коштовних предметів, що використовувалися в католицькому культі.

## Галерея

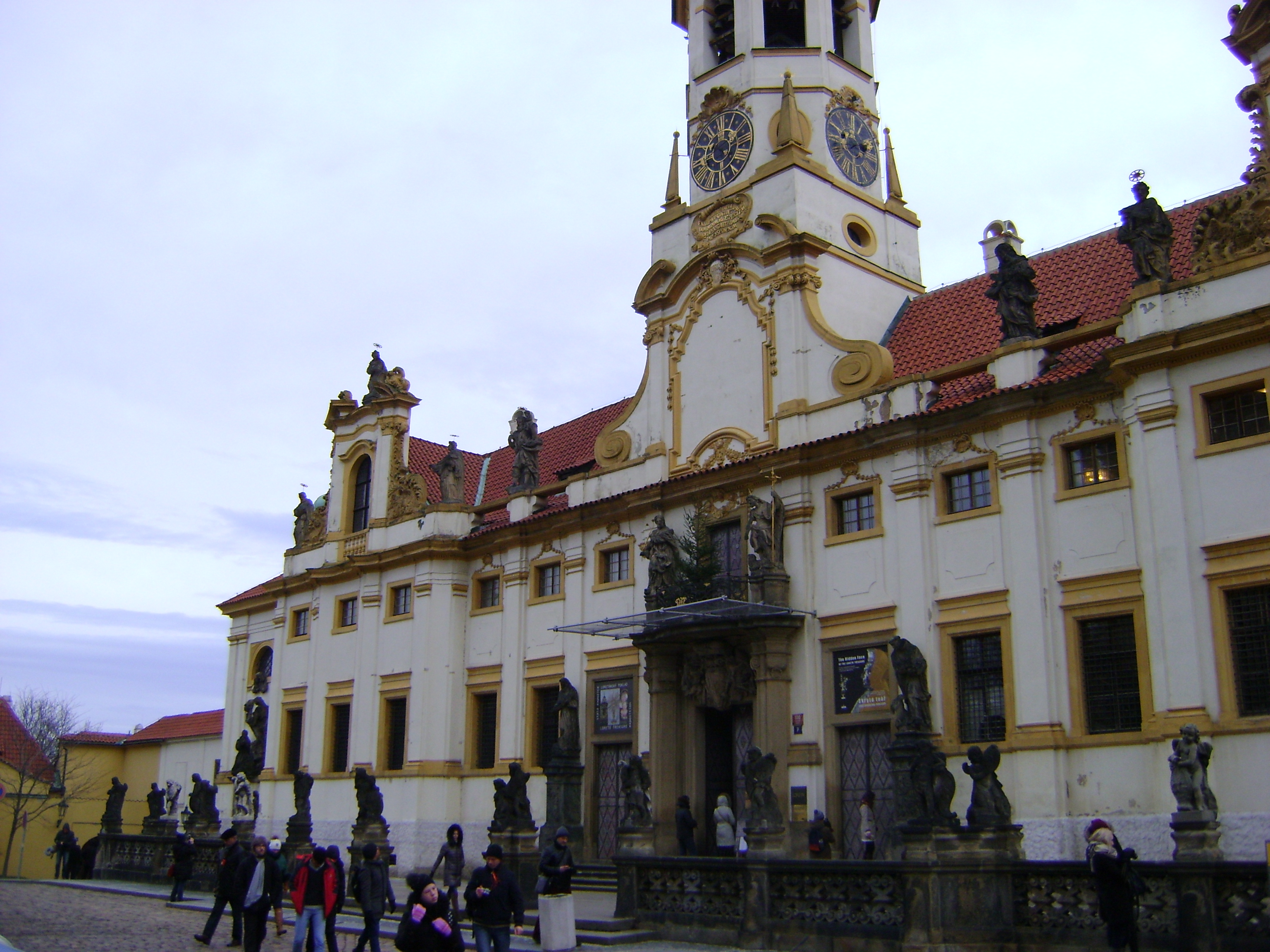
Головний вхід до празької Лорети.
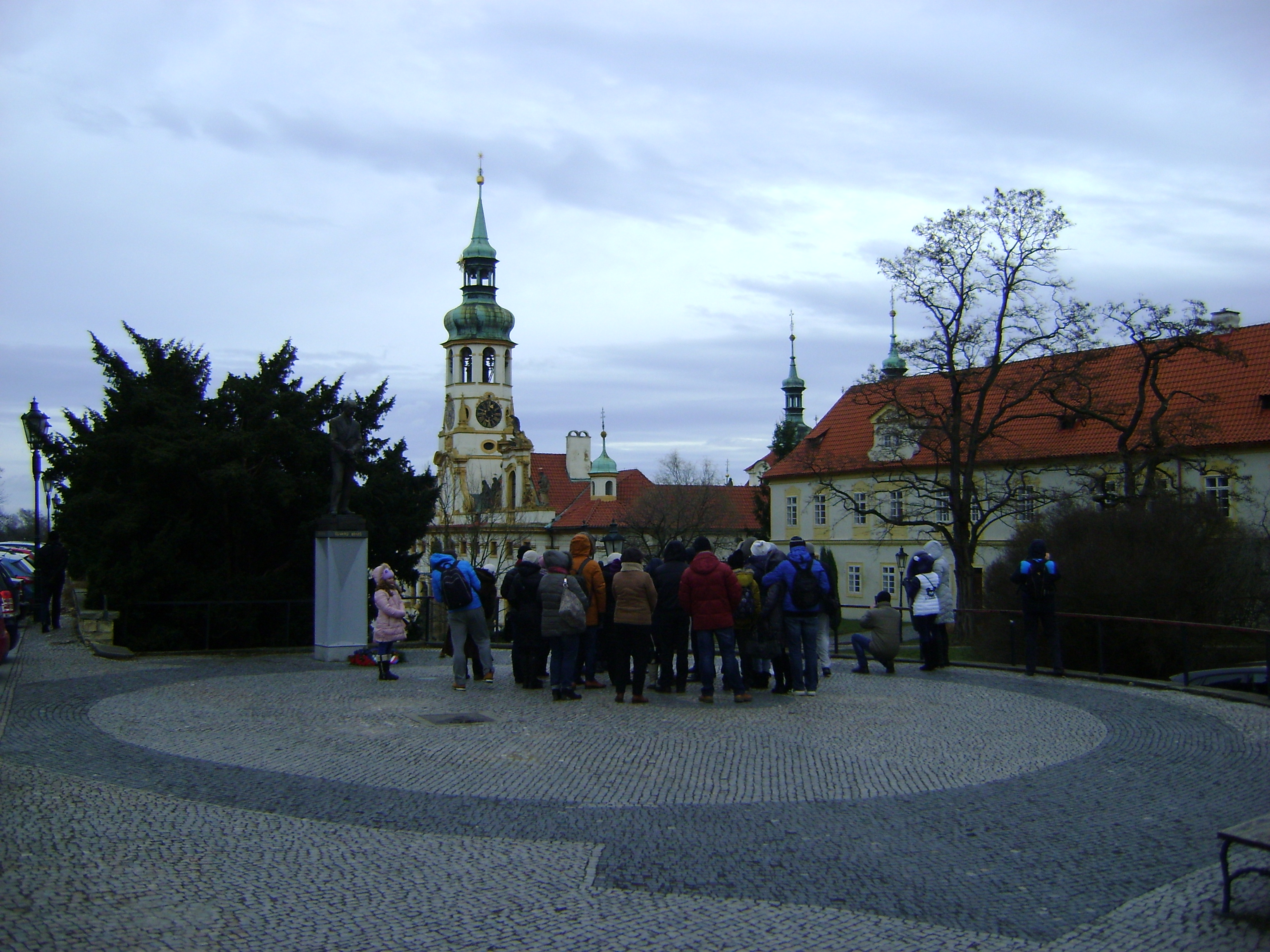
Пам'ятник Едварду Бенешу перед празькою Лоретою.
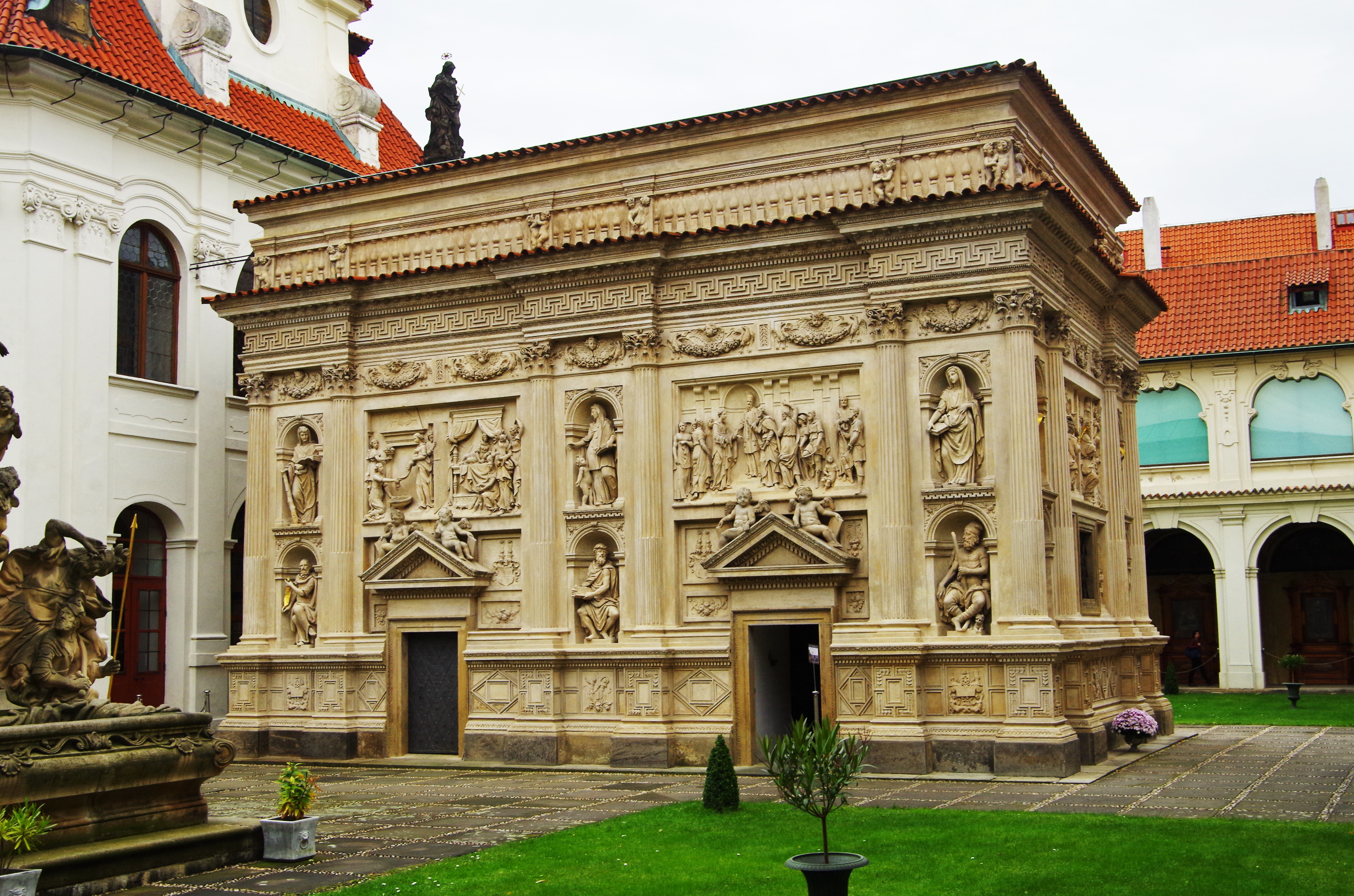
Лоретанська хата у центрі комплексу.
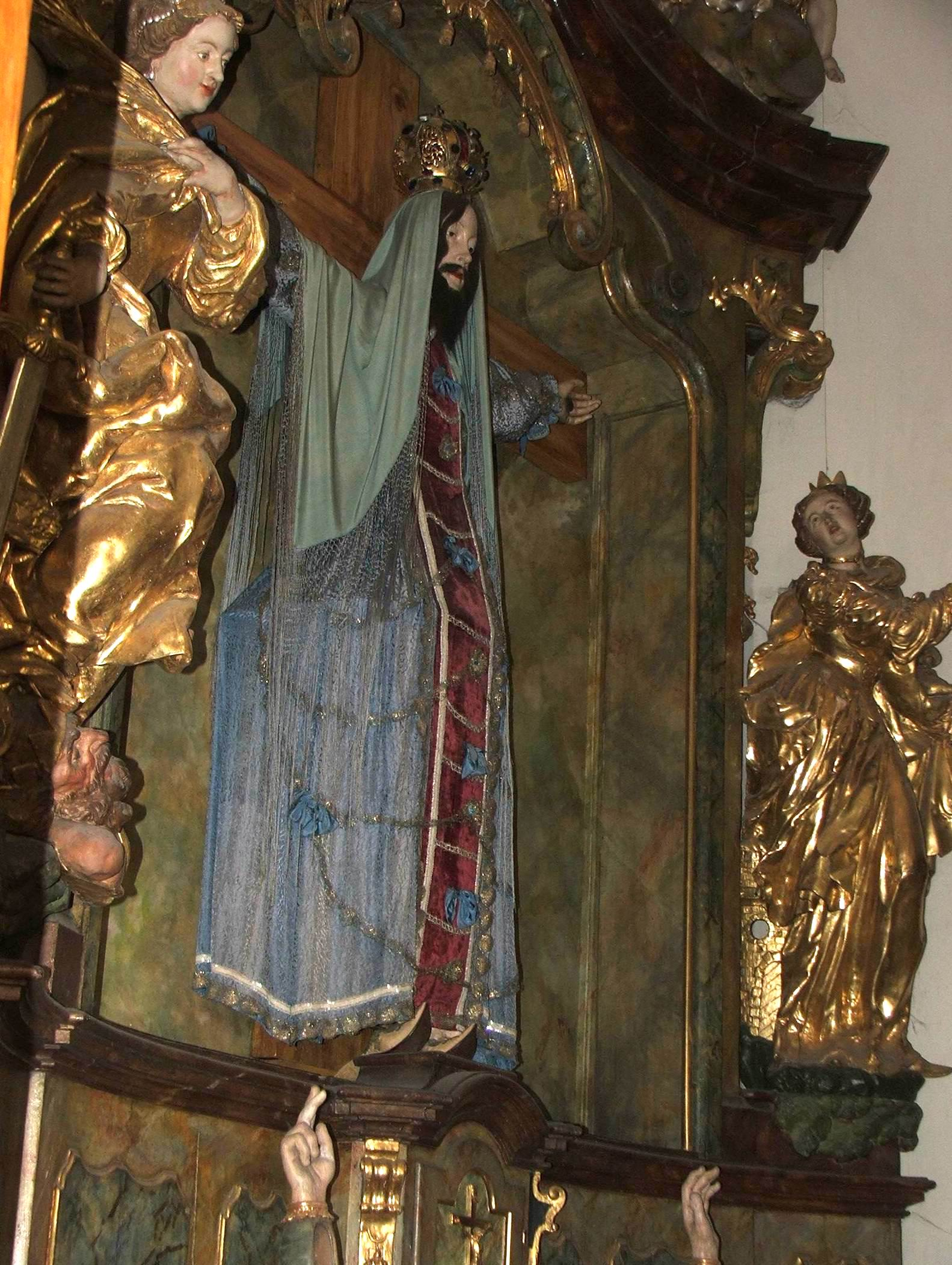
Свята Староста.